# Magnoliales
De Magnoliales zijn een orde van bedektzadigen. De naam van deze orde is gevormd uit de familienaam Magnoliaceae. De Magnoliales worden (met deze naam) regelmatig erkend door systemen voor plantentaxonomie.
Volgens het APG II-systeem (2003) en het APG III-systeem (2009) wordt deze orde geplaatst in de "magnoliids" (in de 23e druk van de Heukels vertaald als Magnoliiden) waarmee de groep beslist uitgesloten is van de 'nieuwe' Tweezaadlobbigen. Volgens zowel APG II als APG III omvat de orde de zes volgende families.
- familie Annonaceae (zuurzakfamilie)
- familie Degeneriaceae
- familie Eupomatiaceae
- familie Himantandraceae
- familie Magnoliaceae (tulpenboomfamilie)
- familie Myristicaceae (nootmuskaatfamilie)

## Cronquist
In het Cronquist-systeem (1981) werd de orde geplaatst in de subklasse Magnoliidae, die weer geplaatst is in de klasse Magnoliopsida (dus de 'oude' tweezaadlobbigen). De orde bevatte naast de bovengenoemde zes families nog vier extra families:
- familie Annonaceae
- familie Austrobaileyaceae (in de Austrobaileyales volgens APG III)
- familie Canellaceae (in de Canellales)
- familie Degeneriaceae
- familie Eupomatiaceae
- familie Himantandraceae
- familie Lactoridaceae (in de Piperales)
- familie Magnoliaceae
- familie Myristicaceae
- familie Winteraceae (in de Canellales)

## Takhtajan
Volgens Armen Takhtajan, de auteur van een systeem waarvan de eerste versie dateert van 1967, zou de orde teruggebracht moeten worden tot drie families (Armen Takhtajan, Diversity and Classification of Flowering Plants, 1997).
- familie Magnoliaceae
- familie Degeneriaceae
- familie Himantandraceae